# Planetárium (Městečko South Park)
Planetárium (v anglickém originále Roger Ebert Should Lay Off the Fatty Foods) je jedenáctý díl druhé řady amerického komediálního animovaného televizního seriálu Městečko South Park. 

## Děj
Třetí třída South parkské základní školy navštíví planetárium. Garrison opustí žáky v digitáriu, kde Dr. Adams, ředitel planetária, žáky zhypnotizuje pomocí světelných efektů, aby navštěvovali planetárium. Dřív než začnou působit hypnotické účinky na diváky, Eric uteče, aby stihl konkurz na reklamu křupinek naproti planetáriu u firemního vozu. Žáci si z exkurze nic nepamatují, ale ví, že chtějí planetárium navštívit znovu. Eric si z výletu nic nevzal, jelikož byl celou dobu na konkurzu a vyhrál okresní kolo, tudíž postupuje do finále. Cestou z planetáriu se k žákům připojí její dětský zaměstnanec Van Gelder. Při druhé návštěvě planetária už si Stan, Kyle a Kenny nenechají vymýt mozek a poté pochopí její fungování. To, že Dr. Adams využívá planetárium k zotročení lidí, protože planetárium začalo krachovat, řekne Van Gelder školní sestře a poradci Mackeymu. Stan a Kyle požádají o pomoc strážníka Barbradyho. Barbrady se chce při policejní prohlídce podívat na hvězdy, tekže i jemu Adams vymyje mozek. Mackey se sestřičkou Gollumovou jdou věc nahlásit Barbradymu, ale ten už slouží Adamsovi. Stan, Kyle, Mackey a Gollumová jsou svázáni k opěradlům v digitáriu a začnou na ně působit světelné efekty. V tom okamžiku do digitária vstoupí Cartman, aby se klukům pochlubil, že kontumačně vyhrál soutěž a mohl říct v reklamě na křupinky jedno slovo. Kluci ho kvůli hypnotickým účinkům nevnímají, což Cartman neví, ale ze vzteku rozbije přístroj na světelné efekty, ze kterého se promítne silná dávka světla do očí Adamsovi v řídící kabině. Adams upadá do nevědomí a vše se vrací do normálu.